# Guerrero de Mogente
El Guerrero de Mogente es una pequeña figura de bronce de origen ibérico que reproduce a un jinete-guerrero íbero montando a caballo. Data del siglo IV o V a. c. y fue encontrada en el año 1931. Se encuentra expuesta en el Museo de Prehistoria de Valencia.

## Lugar del hallazgo
La figura la descubrió el obrero Vicente Espí, en el departamento 218 del poblado íbero de la Bastida de les Alcusses, importante ciudad de la región de Contestania Ibérica que a su vez fue descubierto en el año 1909, y que se encuentra ubicado en un cerro del sistema montañoso de la Serra Grossa en el término municipal de Mogente (provincia de Valencia). El poblado fue arrasado completamente en el 330 a.c, y también se han recuperado numerosas piezas de gran valor arqueológico.

## Simbolismo
Se creía que se trataba de un exvoto en un primer momento, pero luego se demostró que se trataba del remate de una especie de bastón de mando o báculo.

## Características técnicas
Está hecha con bronce fundido.
Mide 7,3 cm de alto.